# Сибиряков, Сергей Александрович
Сергей Александрович Сибиряков (укр. Сергій Олександрович Сібіряков; 1 января 1982, Стрый, Львовская область) — украинский футболист, полузащитник.

## Биография
Начал профессиональную карьеру в клубе «Цементник-Хорда» (Львовская область). Во второй лиге дебютировал 1 апреля 2000 года в матче против «Вереса» (3:1). Позже перешёл в днепропетровский «Днепр». В команде не смог закрепиться и в 2003 году перешёл «Александрию». После выступал за луганскую «Зарю», харьковский «Металлист» и харьковский «Арсенал». В январе 2005 года перешёл в симферопольскую «Таврию». В январе 2007 года перешёл в киевскую «Оболонь». В команде дебютировал 20 марта 2007 года в матче против луцкой «Волыни» (2:1).
После аннексии Крыма Россией принял российское гражданство. В феврале 2015 года стал игроком симферопольского ТСК, которое выступает в чемпионате Крыма.

## Достижения
- Серебряный призёр Первой лиги Украины (3): 2003/04, 2004/05, 2008/09
- Бронзовый призёр Первой лиги Украины (2): 2006/07, 2007/08